# Гашон (нижний приток Еруслана)
Гашон — река в Саратовской области России. Устье реки находится в 132 км по правому берегу реки Еруслан. Длина реки составляет 36 км, площадь водосборного бассейна — 311 км².
На реке расположены населённые пункты Рекорд, Первомайское.
Название реки производно от калм. һашун — горький, солёный
По данным государственного водного реестра России относится к Нижневолжскому бассейновому округу, водохозяйственный участок реки — Еруслан от истока до устья. Речной бассейн реки — Волга от верхнего Куйбышевского водохранилища до впадения в Каспий. Код объекта — 11010002012112100011151.